# 中川優
中川 優（なかがわ まさる、男性、1959年1月30日 - ）は、中国料理（四川料理）の料理人。血液型Ａ型。

## 来歴

### 人物
1959年、愛媛県伊予市出身。漁師の長男として生まれる。伊予市立郡中小学校、伊予市立港南中学校、新田高等学校、大阪あべの辻調理師専門学校を卒業。1978年4月、民権企業株式会社「赤坂四川飯店」に入社。
赤坂四川飯店では、オーナーで四川料理の陳建民のもとで修行。1984年、25歳にして料理長に就任。1989年に退社するまで11年間師事した。陳の厳しい指導のもとで11年間師事したのは中川優が最長である。陳の息子の陳建一とは兄弟弟子。
1989年、義父から独立の誘いを受け、30歳にして東京都文京区千駄木に四川料理「天外天」を開業。
1999年、日本食生活文化財団 から「食生活文化章 銀賞」を最年少で受賞。
2015年、伊予市が委嘱する「ますますいよしふるさと観光大使」に就任。
2015年7月21日、経営する天外天が、えひめ愛フード推進機構より「えひめ食の大使館」に認定される。
2020年11月15日、新型コロナウイルスの感染拡大の影響で先行きの見通しが立たなくなり、経営する「天外天」を閉店。
2021年11月1日、故郷の愛媛でテイクアウト専門店「四川料理の店 Chusen」を開店。

### エピソード
- 小学5年生の時、家庭科の調理実習で粉ふき芋、揚げと豆腐のみそ汁、炊きたてのご飯を作ったのがきっかけで料理に興味を持ちはじめる。調理する楽しさ、できたての料理を食べた瞬間の美味しさに「自分でもこんなに美味しい料理ができるんだ」と思ったことを今でも鮮明に記憶している。[3]
- 食べ盛りだった高校時代、自分がアルバイトしたお金で初めて食べた「天津飯」がとても美味しく、あんかけの料理、そして、レンゲという中国のスプーンで食べることに衝撃を受けて、天津飯の大ファンとなる。専門学校でジャンルの専攻を決める時、天津飯の味が忘れられなかったことと、ダイナミックな調理イメージから中国料理をめざすことになった。[4]
- オペラ歌手の森公美子とは、1991年に日本テレビ番組『味な冒険』に出演した際に知り合い、美食家でも名高い森が天外天のフカヒレの姿煮を食べて大変気に入ったことから親友となる。以来、森とは、出演する舞台公演の際に楽屋に料理の差し入れをしたり、誕生会に自宅へ出向いて調理したりするなど、お互い家族ぐるみで付き合う仲である。
- 2006年11月、イチローがMCを務める讀賣テレビ放送番組『ICHIRO-MONDOW 〜Two Chairs〜』では、イチローの昼食料理を依頼され調理をした経験がある。その時に作った料理は「腐乳手撕鶏麺」と「甜醤素条麺」である。[5]
- 2016年9月、故郷の伊予市に帰省し、伊予市立翠小学校を訪れた際、同行していた伊予市役所職員の池冨隆博から、市内の全小中学校の給食を一括調理する「伊予市学校給食センター」が同月から稼働したことを知らされる。「地元の子どもたちに自分の料理を食べて、喜んでもらいたい」と考えた中川は、2017年1月24日、メニュー監修のもと、給食センターの調理員とともに伊予市内全小中学校約3,200人分の給食を調理するというボランティア活動を行った。

### 講師
- 常連客からのリクエストがきっかけで、2006年9月より天外天で料理講習会を行う。コンセプトは、家庭の台所で初心者でも楽しくできる中華料理。今まで教えたレシピは250品にものぼり、開催数は2017年2月で100回を達成した。
- ほかにも、母校の辻調理師専門学校、東京ガス、出身の伊予市において年1回程度、料理教室を開催している。

## 出演番組

### NHK
- ためしてガッテン「レバニラ」（2000年放送）
- 男の食彩「暑気払い・夏のあんかけ」（2001年8月4日放送）
- 生活ほっとモーニング「外はパリッ、中はジューシー プロが教える春巻き」（2004年4月16日放送）
- 食彩浪漫「煮こめば煮こむほど味な役者～俳優・金子貴俊」（2006年12月17日放送）
- きょうの料理「野菜炒め ニラ玉」（2007年4月9日放送）
- きょうの料理 50周年記念「麻婆豆腐」（2007年放送）
- きょうの料理プラス「シャキッと定番野菜炒め」（2007年4月9日放送）
- おいしさのツボ「担々麺」（2008年8月31日放送）
- きょうの料理「地元の味をいただきます～愛知県稲沢市～（銀杏料理）」（2008年10月23日放送）
- きょうの料理「地元の味をいただきます～山形県山形市～（里芋料理）」（2009年9月24日放送）
- きょうの料理「谷原章介のザ・男の食彩スペシャル『究極！手作り担々麺』」（2013年8月23日放送）
- きょうの料理ビギナーズ「おいしい！楽しい！中国料理」（2017年2月～3月放送）
- あさイチ「胡麻油の使い方」（2017年5月23日放送）
- あさイチ「塩を使いこなす極意」（2017年8月2日放送）
- あさイチ「れんこんと豚肉の四川風炒め煮」（2019年11月26日放送）
- あさイチ みんな!ゴハンだよ「里芋と豚肉の中華だんご」[6]（2020年10月19日放送）
- 伊予路てくてく「愛媛県新居浜市（オクラ）」（松山放送局：2006年10月放送）
- 伊予路てくてく「愛媛県伊予市（アナゴ）」（松山放送局：2007年4月放送）
- 伊予路てくてく「愛媛県伊方町（岬あじ）」（松山放送局：2007年11月放送）
- 四国スペシャル「生中継おいしい秋の物語～愛媛県西予市野村町土居家～（レタスのツガニあんかけ、さといもと揚げそばのピリ辛炒め）」（松山放送局：2009年11月20日放送）
- ひめポン!「新伊予人めぐり」（松山放送局：2022年3月17日放送）

### 日本テレビ
- 味な冒険（1991年～複数出演）
- おもいッきりテレビ（2002年）
- 所さんの目がテン!（2002年～複数出演）
- 新・どっちの料理ショー「黒豚の酢豚×伊勢エビのチリソース」（2004年2月26日放送）
- こたえてちょーだい！（2005年～複数出演）
- おしゃれイズム（2015年8月2日放送）

### フジテレビ
- 郁恵・井森のデリ×デリキッチン（2004年-2006年）
- おしえて！うれしぴ（2007年）
- バニラ気分!「マツケン・今ちゃん・オセロのGO!GO!サタ」（2007年）
- ホンマでっか!?TV「ホンマでっか!?レストラン（酢豚）」（2014年6月25日放送）
- 大地にカンパイ「きゅうり編」「ミニトマト編」（BSフジ、2015年放送）
- なりゆき街道旅「テイクアウトグルメ（四川麻婆豆腐、中華弁当、季節のチョイスオードブル）」（2020年5月24日放送）

### TBS
- チュウボーですよ（1994年～複数出演）
- はなまるマーケット（1996年～複数出演）
- ジャングルTVタモリの法則（2002年01月22日放送）
- イシバシ・レシピ「回鍋肉」（2005年03月14日放送）
- 駆け込みドクター!2時間で健康なカラダになる家族でみんなで総まとめSP「おこげ風揚げソバ」（2016年3月6日放送）
- 人生最高レストラン（森公美子）「フカヒレ」（2017年9月16日放送）
- Nスタ「巨匠の弟子の店」（2019年3月5日放送）

### テレビ東京
- 所さんの学校では教えてくれないそこのトコロ！「本マグロの姿揚げ」（2004年）
- 出没!アド街ック天国～春うらら…路地裏さんぽ 根津・千駄木～（2015年4月4日放送）
- よじごじDays「スタミナチャーハンの作り方」（2017年5月24日放送）

### あいテレビ（愛媛ローカル）
- 愛媛LOVE！えひめのウマイモン愛あるブランド大作戦！「伊予美人（里芋）」（2018年3月14日放送）
- よるマチ!「エビチリ、春キャベツの回鍋肉、柔らか杏仁豆腐」（2022年3月2日放送）

### テレビ愛媛（愛媛ローカル）
- まっすんの陽あたり良好（2021年10月30日放送）
- ふるさと絶賛バラエティ いーよ!「エビマヨ」（2021年11月27日放送）

### 南海放送（愛媛ローカル）
- もぎたてテレビ「エビチリ、黒酢酢豚、柔らか杏仁豆腐」（2021年12月5日放送）
- ザ・VOICE（2022年2月5日ラジオ放送）
- 和牛のA4ランクを召し上がれ!「柔らか杏仁豆腐、エビマヨ、黒酢酢豚」（2022年3月6日放送）

### その他
- 達人道（たつじんのみち）「愛媛甘とろ豚を使った酢豚料理」（2019年3月22日テレビ神奈川放送、2019年3月28日テレビ埼玉放送）

## 関連書籍

### 本人著書
- 中国風おかず（主婦の友社、1992年）
- Hanakoちゃんと作れる中華料理（マガジンハウス、2000年）
- 中川優さんの家庭で作れる「本格中華」（光文社、2016年）

### その他掲載書籍
- ESSE（フジテレビ、2005年）
- 食楽2005年9月号（徳間書店）
- 中国風おかず1992年4月（主婦の友社）
- 専門料理（柴田書店）
- 料理百科（柴田書店）
- 奥様手帖（味の素）
- ダンチュウ（プレジデント社）
- レタスクラブ（SSコミュニケーションズ、2000年）
- Saita（芝パーク出版、2005年）
- グルメジャーナル（飛鳥出版、2002年）
- Hanako （マガジンハウス）
- 翼の王国（全日空、2006年）
- みんなのきょうの料理（NHKエデュケーショナル、2007年）
- 料理王国2016年12月号（CUISINE KINGDOM）
- きょうの料理ビギナーズ（NHK出版、2017年3月号）
- NHKガッテン！（主婦と生活社、2017年）
- みんなのきょうの料理ランキング クイック＆ストック ベスト100レシピ（NHK出版、2019年）
- 月刊愛媛こまち（アイクコーポレーション、2022年1月号）